# Цесельский, Анджей
Анджей Цесельский (пол. Andrzej Ciesielski) — польский политик, государственный деятель, экономист, поэт, писатель

 второй половины XVI века. Староста Вольбромский и Серадзский.

## Биография
Шляхтич. Родился в Серадзском воеводстве на территории Великой Польши (ныне Лодзинское воеводство). Классического образования не получил, достиг больших знаний путём самообразования, контактами с писателями и людьми высокой культуры.
С 1557 года служил в Скербешуве при дворе епископа Якуба Уханьского, который позже обеспечил ему должность старосты Вольбромского.
Анджей Цесельский, будучи сторонником развития городов, торговли и городских ремёсел, активно участвовал в экономике Речи Посполитой. В 1571 году он опубликовал «Ad Equites Legatos ad conventionem Varsoviensem publice designatos et declaralos de regni defensione et justitiae administratione oratio» (Краков, 1572), где остроумно и красноречиво писал о бескоролевье и об избрании короля, разбирая по этому поводу различные государственные вопросы: о войске, о правосудии, об охране границ, об отношениях к Пруссии, о подделке денежных знаков, о свободном избрании короля и т. д. В трактате он утверждал, что положительное сальдо торгового баланса Речи Посполитой и богатство государства определяется притоком драгоценных металлов в страну.
А. Цесельский был сторонником программы «укрепления границ», то есть запрета выезда польских купцов за границу, с целью противодействия возврата Силезии и завоеванию Валахии Речью Посполитой.
А. Цесельский стремился к налаживанию гармоничных социальных и религиозных отношений, укреплению государственной казны и введению налога на армию. А. Цесельский считал деньги «нервом войны». Резко выступал против подделки монет во времена правления Сигизмунда II Августа.
Между прочим, он высказывал мысль, что полякам ещё при жизни Сигизмунда II Августа следует избрать ему преемника, в лице второго сына царя московского, и воспитать его в Польше.
Автор стихов, напечатанных в книге «Kronika Swiata».